# Eddie Hassell
Eddie Hassell (Corsicana, 16 de julio de 1990 - Grand Prairie, 1 de noviembre de 2020) fue un actor estadounidense, conocido por sus papeles en Surface y Devious Maids.

## Biografía
Hassell fue nominado al Young Artist Award 2006 por su papel en la serie de televisión Surface.
Hassell falleció después de recibir disparos en Grand Prairie (Texas) el 1 de noviembre de 2020. La muerte fue confirmada a Variety por su manager. Se cree que el incidente fue un intento de robo de un automóvil, pero la investigación continúa.

## Filmografía

### Series de Televisión
- 2004: Oliver Beene (1 episodio)
- 2005-2006: Surface (10 episodios)
- 2006-2007: Hasta que la muerte nos separe (2 episodios)
- 2013: Devious Maids (5 episodios)
- 2015: Longmire (episodio 4x02)

### Películas
- 2009: 2012
- 2010: Los niños están bien
- 2013: Jobs
- 2013: Family Weekend
- 2013: Casa del polvo
- 2017: “Bomb City”